# 新谷村
新谷村（にいやむら）は愛媛県喜多郡にあった村である。現在の大洲市新谷（にいや）にあたる。

## 沿革
- 1889年に町村制で喜多郡新谷村が誕生した。
- 1922年に喜多山村を編入する。
- 1954年9月1日に平野村、粟津村、三善村、上須戒村、大洲町、南久米村、菅田村、柳沢村、大川村と合併して大洲市となり消滅した。

## 経済
農業
『大日本篤農家名鑑』によれば、新谷村の篤農家は「平塚健、篠原豊治郎、平岡國太郎、篠崎轍、尾形貞、二宮武彌、大宅駒次郎」などがいた。